# Teresa Maria Coriolano
Teresa Maria Coriolano (* um 1620 in Bologna; † nach 1670 ebenda) war eine italienische Kupferstecherin und Malerin.

## Leben
Teresa Maria Coriolano war die Tochter des Kupferstechers Bartolomeo Coriolano, von dem sie die Kunst des Stechens lernte. Sie studierte Malerei an der von Elisabetta Sirani in Bologna nur für weibliche Schüler gegründeten Akademie. 
Von ihren graphischen Werken ist nur eine kleine Radierung bekannt, der eine sitzende Madonna mit Kind als Halbfigur darstellt. Sie fertigte zahlreiche Gemälde für Kunden aus Bologna, Modena und Rom an, jedoch ist keines ihrer Gemälde heute mehr nachweisbar.